# Список главных тренеров сборной Австрии по футболу

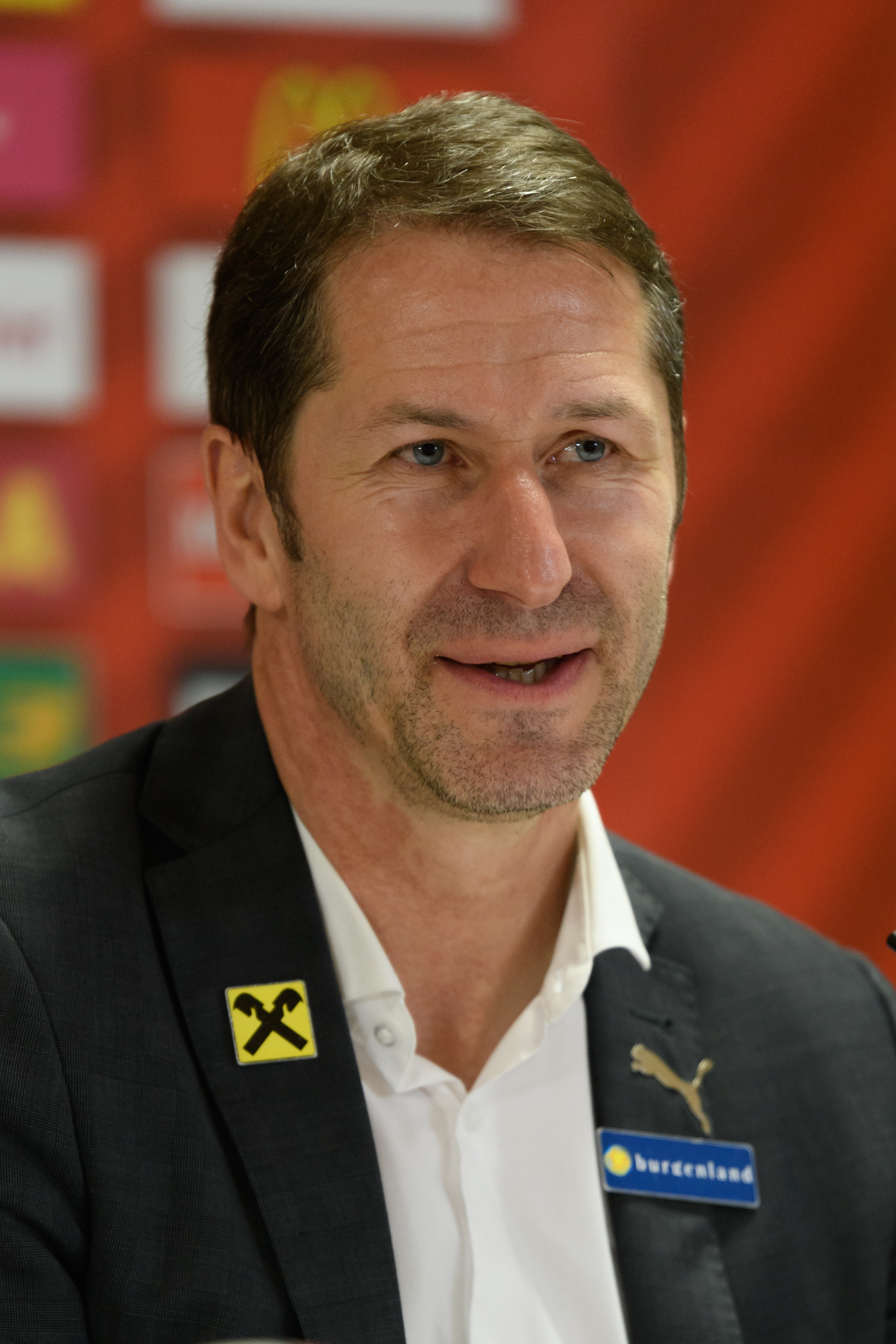
Франко Фода — нынешний главный тренер сборной Австрии

Ниже представлен список главных тренеров национальной сборной Австрии по футболу, их статистика и достижения в сборной.
Австрийский футбольный союз был основан в 1904 году и с 1905 года является членом ФИФА. Первый официальный международный матч сборная Австрии провела 12 октября 1902 года против Венгрии. Первые годы командой руководила сама федерация. Первым главным тренером сборной Австрии стал Хуго Майсль, который до сих пор является рекордсменом по числу матчей у «руля» сборной.
Действующим главным тренером сборной со 2 ноября 2017 года является немец Франко Фода.
Самым успешным тренером сборной является Вальтер Науш, завоевавший с командой бронзовые медали чемпионата мира 1954.

## Список тренеров

### 1912—1937
Условные обозначения:
- ЧМ — чемпионат мира
- ЧЕ — чемпионат Европы

  - исполняющие обязанности главного тренера
| № | Тренер                     | Гражданство | Фото | Первый матч     | Последний матч   | И   | В  | Н  | П  | % В   | Турниры | Прим. |
| - | -------------------------- | ----------- | ---- | --------------- | ---------------- | --- | -- | -- | -- | ----- | --- | ----- |
| 1 | Хуго Майсль (1-й период)   | Австрия     |      | 22 декабря 1912 | 3 мая 1914       | 6   | 3  | 1  | 2  | 50,0  | | [ 1 ] |
| 2 | Генрих Речури (1-й период) | Австрия     |      | 4 октября 1914  | 6 апреля 1919    | 22  | 6  | 3  | 13 | 27,27 | | [ 2 ] |
| 3 | Хуго Майсль (2-й период)   | Австрия     |      | 5 октября 1919  | 24 января 1937 † | 127 | 69 | 29 | 29 | 54,33 | Кубок Центральной Европы 1930 · Кубок Центральной Европы 1932 · «Вундертим» · Чемпионат мира 1934 (4-е место) · Кубок Центральной Европы 1935 |       |
| 4 | Генрих Речури (2-й период) | Австрия     |      | 23 мая 1937     | 24 октября 1937  | 5   | 2  | 1  | 2  | 40,00 | отбор на ЧМ-1938 |       |

### 1945—н.в.
| № | Тренер       | Гражданство | Фото | Первый матч     | Последний матч  | И  | В | Н | П | % В   | Турниры | Прим. |
| - | ------------ | ----------- | ---- | --------------- | --------------- | -- | - | - | - | ----- | ------- | ----- |
| 1 | Карл Цанкль  | Австрия     |      | 19 августа 1945 | 20 августа 1945 | 2  | 0 | 0 | 2 | —     |         | [ 3 ] |
| 2 | Эдуард Бауэр | Австрия     |      | 6 декабря 1945  | 9 ноября 1947   | 11 | 4 | 0 | 7 | 36,36 |         | [ 4 ] |

## Рекорды
- Наибольшее количество матчей: 127 — Хуго Майсль
- Наибольшее количество побед: 69 — Хуго Майсль
- Наибольшее количество ничей: 29 — Хуго Майсль
- Наибольшее количество поражений: 29 — Хуго Майсль